# Красный Дворец (Гомельская область)
Красный Дворец (бел. Чырвоны Дварэц) — посёлок в Оторском сельсовете Чечерского района Гомельской области Беларуси.

## География

### Расположение
В 8 км на север от Чечерска, 45 км от железнодорожной станции Буда-Кошелёвская (на линии Гомель — Жлобин), 73 км от Гомеля.

### Гидрография
На реке Сож (приток реки Днепр).

## Транспортная сеть
Рядом автодорога Корма — Чечерск.

## История
Основан в начале 1920-х годов переселенцами из соседних деревень на бывших помещичьих землях. В 1930 году организован колхоз. Состоит из короткой, почти широтной улицы. Застройка деревянная, усадебного типа.

## Население

### Численность
- 2004 год — 10 хозяйств, 15 жителей.

### Динамика
- 1926 год — 13 дворов 64 жителя.
- 2004 год — 10 хозяйств, 15 жителей.

## Известные уроженцы
- Н. Е. Савченко — (07.11.1922 — 12.6.2001) — хирург-уролог, Академик Национальной академии наук Беларуси (1972 год; член-корреспондент с 1969 года), доктор медицинских наук (1965), профессор (1966). Лауреат Государственной премии СССР (1982). Участник Великой Отечественной войны[1].